# Жумисши (Айиртауський район)
Жумисши́ (каз. Жұмысшы) — село у складі Айиртауського району Північноказахстанської області Казахстану. Входить до складу Антоновського сільського округу, раніше перебувало у складі ліквідованої Луначарської сільської ради.
Населення — 70 осіб (2021; 191 у 2009, 295 у 1999, 319 у 1989).
Національний склад станом на 1989 рік:
- казахи — 100 %.

У радянські часи село називалось Жумущи.